# Most San Martin, Toledo
Most Puente de San Martín je srednjeveški (gotski) most čez reko Tajo v Toledu,  Španija.

## Zgodovina
Ni točno znan datum začetka gradnje, čeprav iz nekaterih dokumentov kaže na leto 1165. Leta 1203 naj bi ga uničile poplave. Mudéjar stolp je obstajal nekaj metrov nizvodno blizu stolpa coracha in se je imenoval Baño de la Cava.
Po sredini štirinajstega stoletja, leta 1368, je bil most delno, v času vojne med Pedrom I. in njegovim bratom Henrikom II., oba iz dinastije Trastámara, uničen. Henrikova vojska je oblegala mesto in uničila glavni lok, napadla in skoraj uničila tudi zunanji obrambni stolp. Most je bil zaradi preteklih poškodb zgrajen oziroma obnovljen v poznem 14. stoletju (1390) po naročilu nadškofa Pedra Tenorioja, da bi zagotovil dostop do starega mestnega jedra z zahoda, in bi dopolnil starejši  Puente de Alcantara, ki mesto povezuje vzhodno. Ddodana sta bila obrambna stolpa z vrati in obzidje. Novejši je iz 16. stoletja. Plošča v stolpu ter podoba nadškofa v osrednjem loku, pričajo o delu.
Puente de San Martín ima pet lokov, z največjim v sredini, ki doseže impresivno dolžino razpona 40 m in višino 26 m nad vodo. Le zelo malo mostov na svetu je doseglo to dimenzijo do takrat.
Stolp je bil v zgodovini poškodovan na različnih točkah, zato so bili prisiljeni v popravila in spremembe, ohranjen je le del zunanjih dostopov. Vidi se uporaba dvojnih podkvastih lokov, ki ustrezajo klesancem, ki tvorijo glavnino stene. Nadzidki stolpa in notranjost je bila večkrat obnovljena.
V času vladavine Karla II., v poznem sedemnajstem stoletju, je bil most delno prenovljen, razširjen je bil dostop in spremenjen notranji stolp, katerega vrata so dobila velik kraljevski ščit, ki ga obdajata figuri sedečih kraljev in datum zaključka, 1690. Zunanji stolp ohranja rebraste oboke in koničaste in podkvaste loke.
Stoletje pozneje, leta 1760, je Karel III. dal most tlakovati, kot je navedeno na plošči vklesani v kamen na desni ograji. 
Leta 1921 je bil razglašen za narodni umetniški spomenik, zaprt za promet od leta 1976, od tedaj je dovoljena uporaba za pešce.